# 幻夢館 〜愛欲と凌辱の淫罪〜
『幻夢館 〜愛欲と凌辱の淫罪〜』（げんむかん あいよくとりょうじょくのいんざい）は、2002年3月29日にaiasより発売されたアダルトゲーム。及び、それを原作として制作され、2003年3月21日にグリーンバニーより発売されたアダルトアニメ。
2004年にはタイトルや内容を改めたリメイク版『真章 幻夢館』（しんしょう げんむかん）が、2010年にはその後日談を描いたアダルトアニメ『真章 幻夢館 Epilogue』（しんしょう げんむかん エピローグ）がそれぞれ発売された。これらについても、本項で併せて述べる。

## 幻夢館 〜愛欲と凌辱の淫罪〜

### 概要
aiasのデビュー作。シナリオをコンシューマ作品『真・魔装機神 PANZER WARFARE』などで知られる米倉俵、キャラクターデザインと原画を株式会社スペースプロジェクトのアダルトゲームブランド・Cielの作品群で知られるTony、音楽をコンシューマ作品『ファイヤープロレスリングD』などで知られる和田貴史がそれぞれ担当した館物という理由から早々に注目を集め、発売後にはアダルトアニメ化された（詳細は#アダルトアニメ版を参照）。しかし、aiasを擁する株式会社イデア・コムが2003年に倒産したことから全権利は引き上げられ、2004年にCielの下で『真章 幻夢館』としてリメイクされることとなる（詳細は#真章 幻夢館を参照）。

### あらすじ
ある日、探偵の木戸悟のもとへ1通の手紙が届く。その内容は身辺警護の依頼であり、文面には興味を惹かれるものの面倒臭く感じた悟は無視を決め込もうとするが、事務所の家賃滞納という現実を突き付ける助手の中山芽衣に背中を押され、渋々引き受ける。
文面で指定された山奥の洋館へ悟が赴くと、そこにはまだ成人前とうかがえる主の中小路綾乃に加え、彼女に仕える老執事の柴田寿三郎、家庭教師の谷村薫、メイドの渡瀬望、下男の今田和善たちがいた。
何者かによって続く綾乃への脅迫を懸念し、彼女の無事な成人を待っている旨を吐露した寿三郎に、悟は住み込みでの警護を請け負うが、やがてそこで繰り広げられる愛欲と凌辱の狂宴や、依頼の裏に隠されていた真実と直面することとなる。

### 登場人物
声優名は『幻夢館 〜愛欲と凌辱の淫罪〜』 / アダルトアニメ版『幻夢館 〜愛欲と凌辱の淫罪〜』・『真章 幻夢館』 / 『真章 幻夢館 Epilogue』。
木戸 悟（きど さとる）
声 - なし / 後野祭 / 小次狼
身長 - 178cm / 体重 - 69kg / 年齢 - 29歳
主人公。冷めた性格。探偵事務所を開いているが、経営状態は良いとは言いがたい。
渡瀬 望（わたせ のぞみ）
声 - 永瀬江美弥 / 内山みるく / 早乙女綾
身長 - 156cm / 体重 - 46kg / スリーサイズ - B86（Cカップ）/W54/H88（cm） / 年齢 - 21歳
メインヒロイン。綾乃に仕えるメイド。純真な性格や落ち着いたデザインのメイド服をはじめ、典型的なメイド像を具現化したような女性。
中山 芽衣（なかやま めい）
声 - 如月美琴 / 如月美琴 / 同左
身長 - 162cm / 体重 - 52kg / スリーサイズ - B81（Bカップ）/W55/H84（cm） / 年齢 - 20歳
悟の助手。明るく前向きな性格の眼鏡っ娘。
アダルトアニメ版では、悟と日頃から事務所内でセックスに耽るほどの肉体関係にもなっている。
谷村 薫（たにむら かおる）
声 - 桜坂かい / 鈴美ほのか / 同左
身長 - 166cm / 体重 - 52kg / スリーサイズ - B91（Dカップ）/W56/H87（cm） / 年齢 - 24歳
綾乃の家庭教師。気丈な性格に、妖艶かつ豊満な肢体を併せ持つ。
中小路 綾乃（なかこうじ あやの）
声 - 海原エレナ / 柑野ミカン / 桜川未央
身長 - 150cm / 体重 - 39kg / スリーサイズ - B76（Aカップ）/W46/H78（cm） / 年齢 - 19歳
中小路家の令嬢かつ洋館の主。可憐ではあるものの、何を考えているのか不明な面を持つ。
柴田 寿三郎（しばた じゅさぶろう）
声 - 高岡政人 / 久代巌 / 同左
身長 - 182cm / 体重 - 70kg / 年齢 - 60代後半
綾乃に仕える執事。常に毅然とした面持ちで佇んでいる。
今田 和善（いまだ かずよし）
声 - 一条和也 / ジョウ・ブルマン / 同左
身長 - 156cm / 体重 - 76kg / 年齢 - 40歳
大きく目立つ出っ歯、生え際の後退した頭髪、肥えた猫背の胴体を併せ持つ醜悪な下男。元外科医。
斑猫 耳彦
声 - なし / 杉野博臣（真章 幻夢館）/ なし

### 主題歌
「記憶の館」
作詞：米倉俵 / 作曲：和田貴史 / 歌：加納薫
アダルトアニメ版、『真章 幻夢館』、『真章 幻夢館 Epilogue』にも漏れなく用いられており、シリーズ共通のエンディングテーマとなっている。

### アダルトアニメ版
同名のアダルトゲームを原作として制作され、DVDとVHSで発売された。各巻30分、全2巻。
物語の基本的な部分は原作に沿っており、登場人物も同じ面々であるが、舞台である洋館が陸の孤島に存在するなど、より孤立した状況を描くための改変が施されている。
キャラクターデザインと総作画監督には『遺作』シリーズで知られる飯島弘也、上巻作画監督には後にテレビアニメ『魔法少女リリカルなのは』シリーズで知られることとなる奥田泰弘が起用された。
2012年5月18日には、上下巻をDVD1枚に収録した廉価版『幻夢館 〜愛欲と凌辱の淫罪〜 Limited』がミルキーズピクチャーズより発売された。
スタッフ
- 原作 - aias
- 監督 - 富井恒
- 脚本 - 川上修
- 絵コンテ - 政木伸一
- 演出 - 下井草宏
- キャラクター原案 - Tony
- キャラクターデザイン、総作画監督 - 飯島弘也
- 作画監督 - 奥田泰弘（上巻）、伊香川志郎（下巻）
- 色彩設定 - 今川和行
- 美術監督 - 中原英統
- 音響監督 - 林健生
- 音楽 - 稲船義之
- エグゼクティブプロデューサー - 蜜丘潤、Show隈部、井上博明
- プロデューサー - TOMMY、八橋聖
- アニメーション制作 - 井草二丁目製作所
- 製作 - オニロ、スタジオ九魔、グリーンバニー

#### 評価
アダルトライターの穴リスト猫はアダルトアニメ版『幻夢館』について、「舞台を陸の孤島にしたことによって、原作では中途半端だったミステリ要素が強化され、館ものとしてはまずまず」と評し、作画の質も同じくTonyが原作の原画を担当した『そらのいろ、みずのいろ』より高いと評価した。一方、欠点としては上下巻合わせても各キャラクターにつき一度しかセックスシーンがないことと、伏線や仕掛けの回収が不十分であることを指摘し、ミステリー作品としての大きな期待はできないと評した。

## 真章 幻夢館

### 概要（真章）
『真章 幻夢館』（しんしょう げんむかん）は、2004年12月17日にスペースプロジェクトのアダルトゲームブランド・Cielより発売されたアダルトゲーム。かつてaiasより発売された『幻夢館 〜愛欲と凌辱の淫罪〜』のリメイク版である。
シナリオは『CANDY TOYS』や『そらのいろ、みずのいろ』などで知られる嘘屋佐々木酒人の手で改訂され、『幻夢館 〜愛欲と凌辱の淫罪〜』とは異なる内容となっている。CGは640×480から800×600へ高解像度化され、『幻夢館 〜愛欲と凌辱の淫罪〜』のDVDPG化追加分に新たなCGも追加されている。声優陣には『幻夢館 〜愛欲と凌辱の淫罪〜』のアダルトアニメ版の面々が起用され、全台詞が再収録されている。
初回版にはオリジナルサウンドトラックCDや『真章 幻夢館イラストレーションBOOK』など、初回特典が同梱されている。2007年8月25日にはDVDPG化、2010年5月21日にはBDPG化されている。
2010年には本作の後日談を描いた、アダルトアニメ版も発売された（詳細は#アダルトアニメ版（真章）を参照）。
スタッフ
- プロデュース - T-YAMA、猫屋敷三月
- キャラクターデザイン、原画 - Tony
- シナリオ原案 - 米倉俵
- シナリオ - 嘘屋佐々木酒人
- プログラマ - B.RABBIT、魔王信長、TAGE
- グラフィック - Layer、石崎隆二、佐々木謙之
- 背景原画 - Myau Myau、有限会社アンスビーカブル、やまだまさあき、monske、やべあきら、鈴城文也
- スクリプト - 天獄、こごめさくら
- 音楽 - 和田貴史
- 効果音 - スノーフレイク
- ムービー制作 - 近藤敏信
- 3Dモデリング - 広富正靖、田沼康弘
- 音楽ディレクター - 柏木章俊
- 収録スタジオ - 有限会社スターサイクル
- 音声制作担当 - 塚本晶子
- 音声制作 - AGプロモーション
- 制作、販売 - Ciel
- 企画、開発 - 有限会社アールピーエム

主題歌
「いつか見たような」
作詞 - 猫屋敷三月 / 作曲 - 和田貴史 / 歌 - 加納薫
リメイクに際して追加されたオープニングテーマである。

### アダルトアニメ版（真章）
『真章 幻夢館 Epilogue』（しんしょう げんむかん エピローグ）のタイトルで、2010年にちちのやより全2巻が発売された。全4話でDVD各巻2話収録。各話約16分。
『真章 幻夢館』の後日談を描いた完結編であり、『幻夢館 〜愛欲と凌辱の淫罪〜』のアダルトアニメ版とは無関係である。
各話リスト
- 第一話 - 〜夢と告白〜
- 第二話 - 〜告白と迷走〜
- 第三話 - 〜愛と真実〜
- 第四話 - 〜真実と護るべきもの〜

スタッフ
- 原作 - Ciel「真章 幻夢館」
- 原作イラスト - Tony
- プロデューサー - パレット武井、生島真五郎
- 脚本 - 佐和山進一郎
- キャラクターデザイン・作画監督 - 大河原晴男、柳伸亮
- 絵コンテ・演出・監督 - 結城シン十郎
- 美術監督 - hidehide
- 色彩設計・色指定・検査 - 蒼山聖良
- 撮影監督 - 峯崎洋介
- 音響監督 - 三枝千秋
- 編集・録音 - タバック
- 音楽 - Ciel
- 整音 - 立花康夫
- 制作担当 - 太多秀太、高橋太郎
- アニメーション制作 - ムーンリード
- 制作 - ちちのや

DVD
- 『真章 幻夢館 Epilogue.1 〜夢と告白と迷走〜』（2010年4月15日発売） CCYA-7
- 『真章 幻夢館 Epilogue.2 〜愛と真実と護るべきもの〜』（2010年10月15日発売） CCYA-13
  - ジャケットイラストは、Tonyの描き下ろした渡瀬望。

## 関連商品
幻夢館 〜愛欲と凌辱の淫罪〜
同名のアダルトゲーム版を原作とし、2002年10月1日にハーヴェスト出版より発売された小説。ISBN 4-434-02352-7
執筆は岡田留奈、イラストはTony、監修はaiasが担当している。
Tony Works「そらのいろ、みずのいろ/真章・幻夢館」二作品原画集
晋遊舎より2005年8月に発売されたムック。ISBN 4-88380-482-8
TonyWORKs Cielクロニクル
マックスより2010年2月2日に発売された画集。ISBN 4-86379-107-0
TonyがCielで原画を担当した『アルカナ 〜光と闇のエクスタシス〜』『御魂 〜忍〜』『After... Story Edition』『そらのいろ、みずのいろ』『真章 幻夢館』『Ciel Limited Collector's Box』『フォルト!!』の版権画が収録されている。
T2アートガールズ 真章 幻夢館 渡瀬望 1/6 PVCフィギュア
スカイチューブより2014年7月に発売されたフィギュア。
PC版の特典イラストに描かれた渡瀬望を立体化。キャストオフ仕様。